# Industrialna glasba
Industrialna glasba, imenovana tudi kratko industrial, je širok pojem za opisovanje različnih slogov elektronske in eksperimentalne glasbe.